# Leichendorfermühle

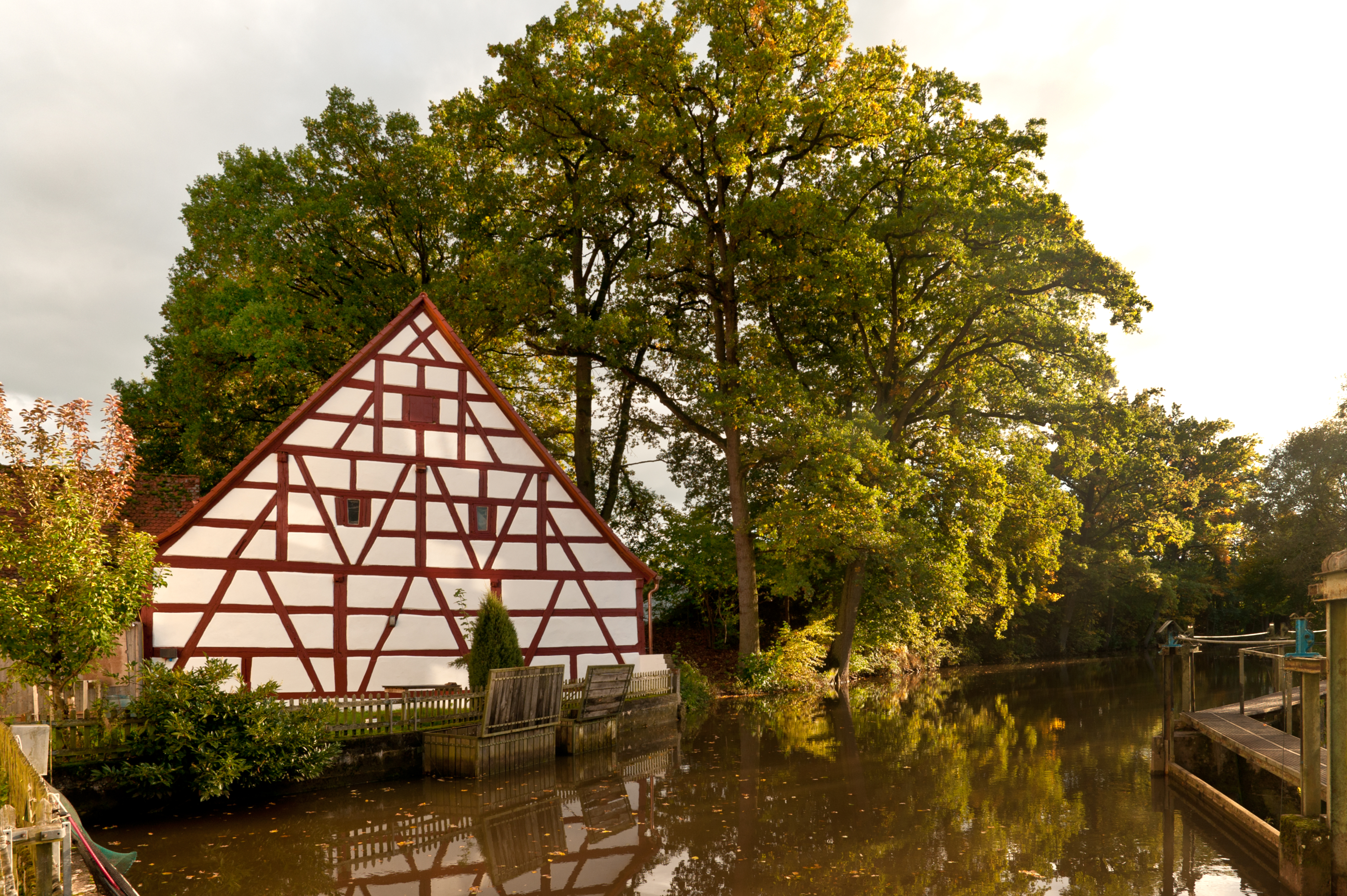
Zwei Scheunen der ehemaligen Leichendorfer Mühle

Leichendorfer Mühle ist ein Gemeindeteil der Stadt Zirndorf im Landkreis Fürth (Mittelfranken, Bayern). Leichendorfermühle liegt in der Gemarkung Leichendorf.

## Geographie
Die Einöde liegt an der Bibert. Im Süden grenzt ein Campingplatz an. Die Seewaldstraße führt nach Wintersdorf (0,8 km südwestlich) bzw. nach Leichendorf (0,6 km östlich).

## Geschichte
Im Jahre 1405 wurde die Leichendorfermühle (die damalige Schreibweise gilt bis in die Gegenwart) erstmals erwähnt, als Heinrich und Eberhard von Berg die Mühle verkauften. Die Mühle gilt als nürnbergisch.
Gegen Ende des 18. Jahrhunderts gehörte die Leichendorfermühle zur Realgemeinde Leichendorf. Die Mühle hatte den Nürnberger Eigenherrn von Oelhafen als Grundherrn. Unter der preußischen Verwaltung (1792–1806) des Fürstentums Ansbach erhielt die Leichendorfermühle die Hausnummer 1 des Ortes Leichendorf.
Von 1797 bis 1808 unterstand der Ort dem Justiz- und Kammeramt Cadolzburg. Im Rahmen des Gemeindeedikts wurde Leichendorfermühle dem 1808 gebildeten Steuerdistrikt Leichendorf zugeordnet. Es gehörte auch der im selben Jahr gegründeten Ruralgemeinde Leichendorf an.
Im Rahmen der Gebietsreform in Bayern wurde die Leichendorfermühle am 1. Januar 1976 nach Zirndorf eingemeindet.

### Baudenkmal
- Seewaldstraße 75: Zwei Scheunen[8]

### Einwohnerentwicklung
| Jahr      | 001818 | 001840 | 001861 | 001871 | 001885 | 001900 | 001925 | 001950 | 001961 | 001970 | 001987 | 002007 |
| Einwohner | *      | *      | *      | 14     | 19     | 19     | 9      | 27     | 11     | 5      | 13     | 22     |
| Häuser    | *      | *      |        |        | 1      | 2      | 2      | 2      | 1      |        | 2      |        |
| Quelle    | [ 10 ] | [ 11 ] | [ 12 ] | [ 13 ] | [ 14 ] | [ 15 ] | [ 16 ] | [ 17 ] | [ 18 ] | [ 19 ] | [ 20 ] |        |

## Religion
Der Ort ist seit der Reformation evangelisch-lutherisch geprägt und bis heute nach St. Rochus (Zirndorf) gepfarrt. Die Einwohner römisch-katholischer Konfession sind nach St. Josef (Zirndorf) gepfarrt.